# Brombeer-Blattspanner

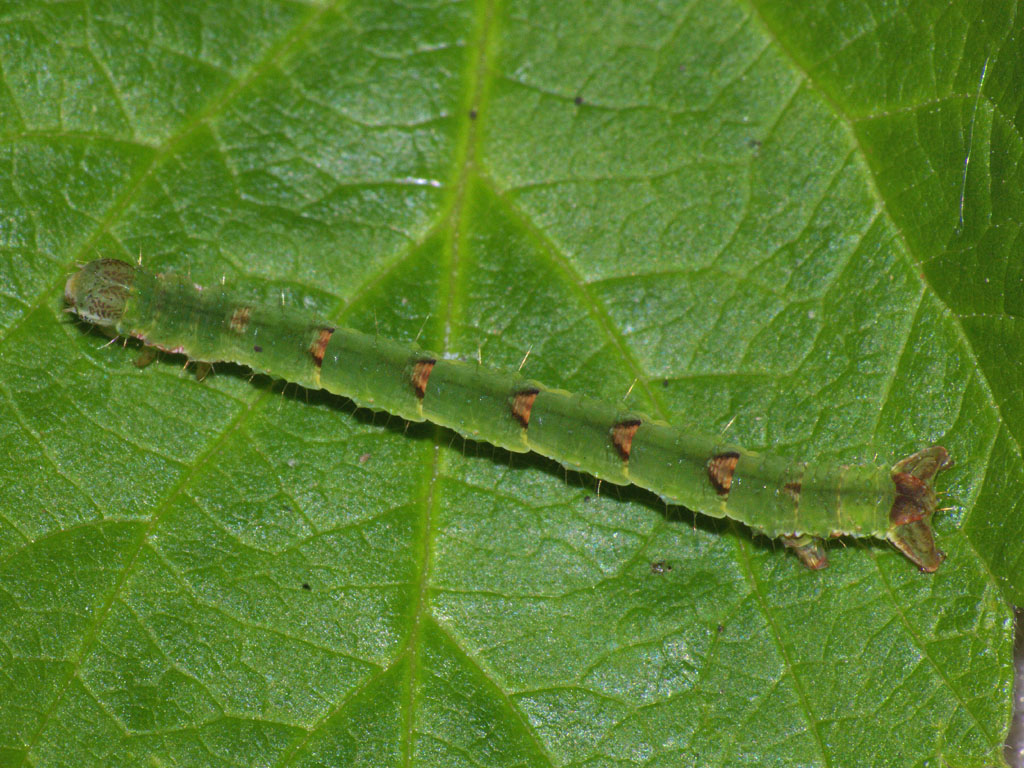
Raupe

Der Brombeer-Blattspanner (Mesoleuca albicillata), auch Himbeer-Blattspanner genannt, ist ein Schmetterling (Nachtfalter) aus der Familie der Spanner (Geometridae).

## Merkmale

### Falter
Die Flügelspannweite der Falter reicht von 30 bis zu 38 Millimetern. Die Grundfarbe der Vorderflügel ist cremig weiß bis leuchtend weiß. Das Wurzelfeld ist markant schwarzbraun gefärbt. Gleichfarbig hebt sich ein großer Fleck am Vorderrand hinter der Mitte bis fast zum Apex hervor. Außerdem sind eine doppelte graue, äußere Querlinie, eine weiße Wellenlinie im grauen Saumfeld sowie ein sehr kleiner schwarzer Diskalfleck vorhanden. Die Hinterflügel sind weiß, haben ein graues Saumfeld, das von einer undeutlichen weißlichen Wellenlinie durchzogen wird und lassen eine dünne, dunkle Querlinie und einen kleinen schwarzen Mittelfleck erkennen.

### Raupe
Erwachsene Raupen sind kräftig grün gefärbt. Auf dem Rücken zeigen sie sehr markante gelbbraune bis rotbraune Pfeilflecke. 

### Ähnliche Arten
- Der Braunbinden-Blattspanner (Catarhoe cuculata) ist mit einer Flügelspannweite von 22 bis 27 Millimetern deutlich kleiner und zeigt außerdem rotbraune Zeichnungselemente im Wurzel- und Saumfeld.
- Beim Sturmvogel (Melanthia procellata) ist das dunkle Wurzelfeld kleiner, der Vorderrand zeigt einen schmalen dunklen Streifen und der große dunkle Mittelfleck ist weiter ausgedehnt als bei albicillata.

## Geographische Verbreitung und Vorkommen
Der Brombeer-Blattspanner ist von Spanien über West- und Mitteleuropa einschließlich der Britischen Inseln durch die gemäßigte Zone bis Ostasien verbreitet. Im Norden Europas findet man ihn bis ins mittlere Fennoskandinavien, im Süden über Italien bis zum Balkan und zum Schwarzen Meer. Die Art bewohnt bevorzugt lichte Wälder, Waldränder, Schonungen, Vorhölzer, Auen, Ufergebiete sowie Gärten und Parkanlagen.

## Lebensweise
Die nachtaktiven Falter fliegen zumeist in zwei Generationen von Ende April bis Ende Juni sowie im Juli und August. Einzelne Exemplare können selbst noch im Oktober angetroffen werden, die möglicherweise einer dritten Generation angehören. Tagsüber ruhen die Falter zuweilen an Baumstämmen. Wegen ihrer Ähnlichkeit in der Farbe mit Vogelkot sind sie deshalb trotz der auffälligen schwarz-weißen Zeichnung vor Fressfeinden weitestgehend geschützt (Mimese). Sie erscheinen nachts an künstlichen Lichtquellen. Zur Nahrung der Raupen zählen insbesondere die Blätter der Brombeeren (Rubus fruticosus), der Himbeere (Rubus idaeus), des Schlehdorns (Prunus spinosa) sowie von Wildrosenarten (Rosa). Die Art überwintert als Puppe.

## Gefährdung
Der Brombeer-Blattspanner kommt in allen deutschen Bundesländern vor und wird auf der Roten Liste gefährdeter Arten als nicht gefährdet geführt.